# 松戶市
35°48′N 139°54′E / 35.8°N 139.9°E
松戶市（日语：／ Matsudo shi */?）位于千叶县西北、古时作为水戶街道的驿站、現在作为东京的住宅区而闻名。松戶市是千叶县内人口总数居于第4位的市。

## 地理
松戶市位于流淌于千叶县北西、南北的江戶川的西端。因位于江戶川左岸的西部地区是海拔4米前后的低地，所以水渠纵横流通。即使在不断推进土地住宅化的现在，水田、旱田也随处可见。东部地区是由洪积地层而成的下總台地（海抜20-30m）的西端，现在虽是一片住宅地，但在1960年代以前，随处可见的是山林、果树园等的农田。位于市中央的常盤平站的周围是松户市最高的标高处。以此为界，市内的河川分为向西流向东京湾的江戸川水系和向东注入太平洋的手贺沼・利根川水系。又，流淌在市内的坂川作为北千叶引水路的一部分而流入江戶川。
JR常磐線就似平行于水戶街道一般，由市的中西部贯穿于市的南北，在北部（新松戶站）与武藏野线相交差。新京成線是松戶站的分支横断于市的中部。另外、市的南部有北總鐵道行走于东西，在东松户站与武藏野线相连。
松户市自江户时代开始就是水戶街道的驿站。现在松户站附近的旧驿站成了市的中心市街。又，自1960年代大規模住宅区在市内各地开始被建造之后，使得住宅区铁路车站的周围作为新的商业设施等集聚的市街而被扩充。另外，伴随着干线道路的整备・扩充，郊外型的商业设施以沿线作为设施选地。

### 地形
海拔最高32.4公尺（21世紀之森附近），最低為1.1公尺（榮町3丁目）。
市域
東西11.4公里、南北11.6公里
自然
一級河川：江戶川

### 鄰接自治體
千葉縣
- 市川市
- 柏市
- 流山市
- 鎌谷市

東京都
- 葛飾區
- 江戶川區

埼玉縣
- 三鄉市

## 歷史
松戶市域曾挖掘出河原塚古墳等繩文時代遺跡。古代至近世屬下總國葛飾郡，近下總國府（現市川市國府台）。
松戶地名最早出現在平安時代「更級日記」中的「松戶渡船」（まつさとの渡り）。當時的松戶是太日川（現江戶川）渡船頭聚落。
江戶時代，本地是天領、大名領、旗本領組成的近郊農村地帶，下總台地上是小金牧放牧地。市內的松戶、小金與馬橋為水戶街道宿場町。由於位於水戶與江戶之間，德川將軍家又與水戶德川家關係深厚，將軍曾多次前往小金牧獵鷹。松戶神社內有與水戶藩二代藩主德川光圀相關的銀杏樹，松戶也是水戶藩最後（11代）藩主德川昭武別邸戶定邸所在地。
廢藩置縣後的1878年（明治11年），東葛飾郡役所設於松戶驛。松戶地區因有許多國家、縣的派出機關，具有據點都市的特性。

### 「松戶」的由來
1. 松戶一帶是小金牧（日语：小金牧）所在地，養馬風氣興盛，稱「馬之里」，後轉變為「馬里（うまさと）」再演變為「まさと」、「まつど」。
2. 來自松戶神社（日语：松戸神社）日本武尊與侍從在此地等待的故事，「待つ里」→「まつど」→「松戶」。
3. 松戶是太日川（現江戶川）邊的宿場町，渡船的「待つ里」轉變為「まつど」｡

### 行政區域變遷
- 1943年（昭和18年）10月1日：東葛飾郡松戶、高木村（日语：高木村 (千葉県)）、馬橋村（日语：馬橋村）合併施行市制施行，為松戶市。（千葉縣第七個市）。
- 1954年（昭和29年）10月15日：東葛市（現柏市）的舊東葛飾郡小金町（日语：小金町）大半區域併入。
- 1956年（昭和31年）4月1日：東葛飾郡沼南村（後沼南町（日语：沼南町），現在的柏市）部分區域併入。
- 1982年（昭和57年）9月1日：開始設立防災行政無線（日语：防災行政無線）。
- 1984年（昭和59年）4月1日：防災行政無線啟用。
- 1999年（平成11年）10月1日：與東葛飾郡沼南町交界重劃。

## 人口

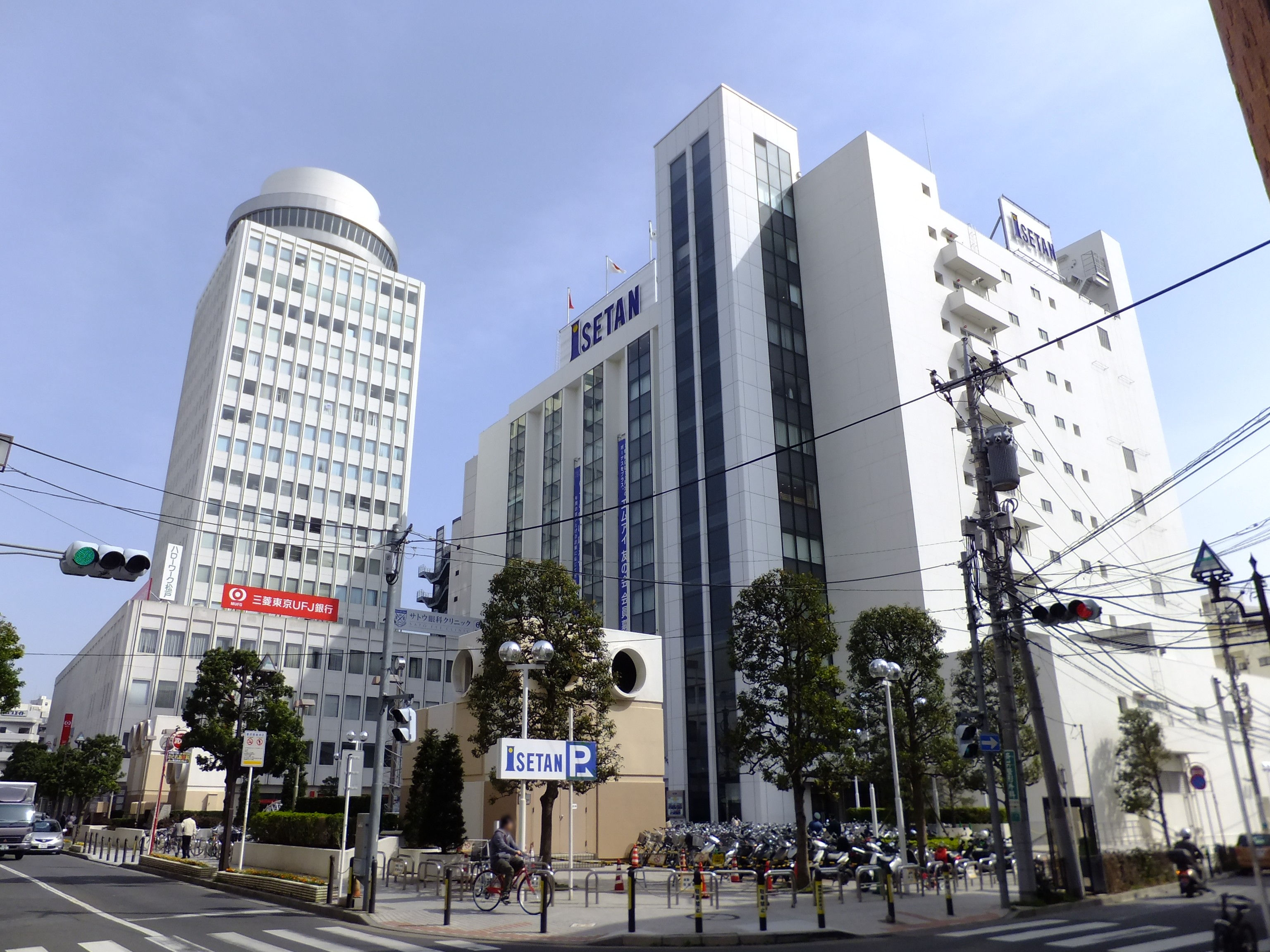
市中心
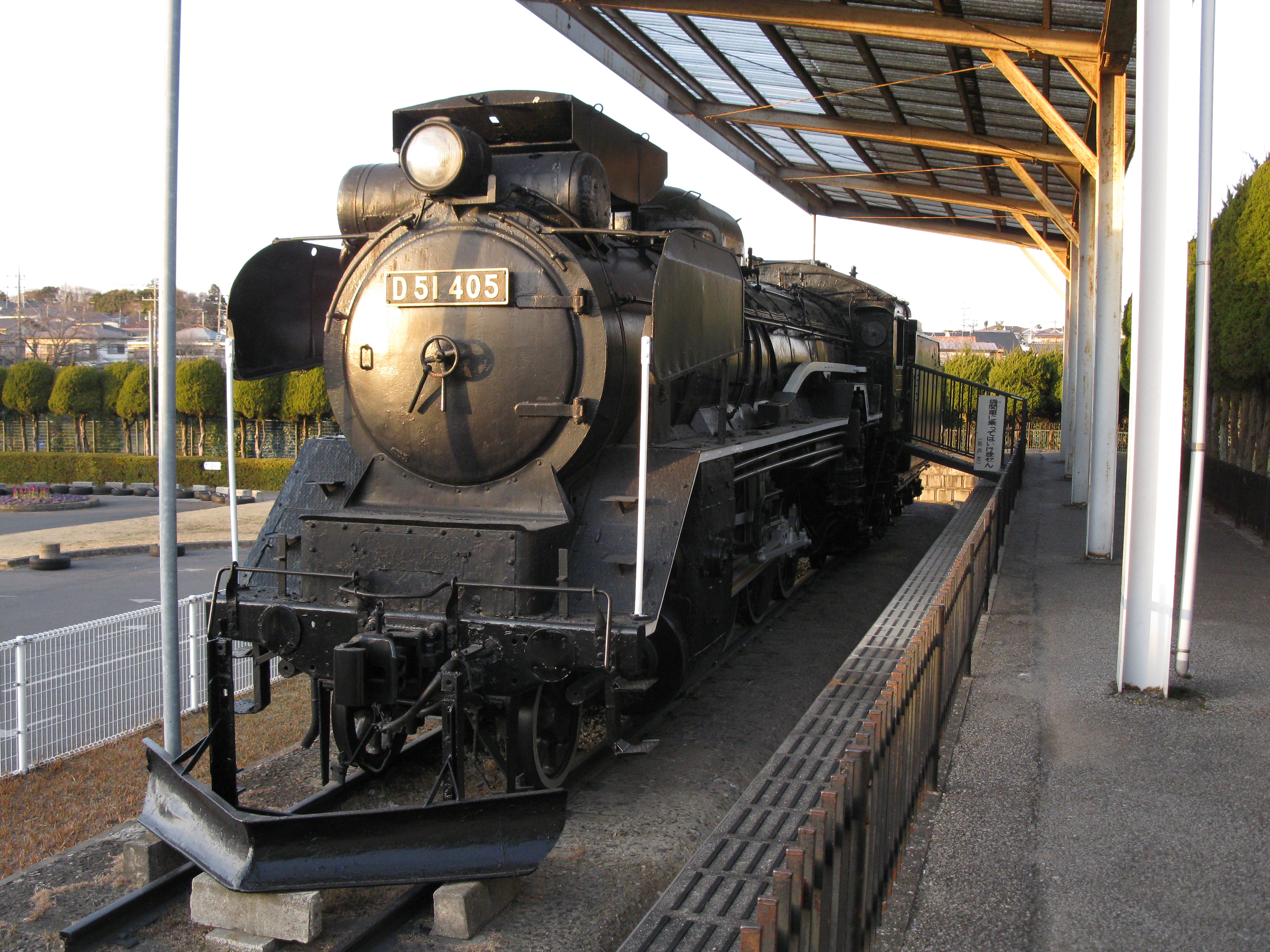
鐵路博物館
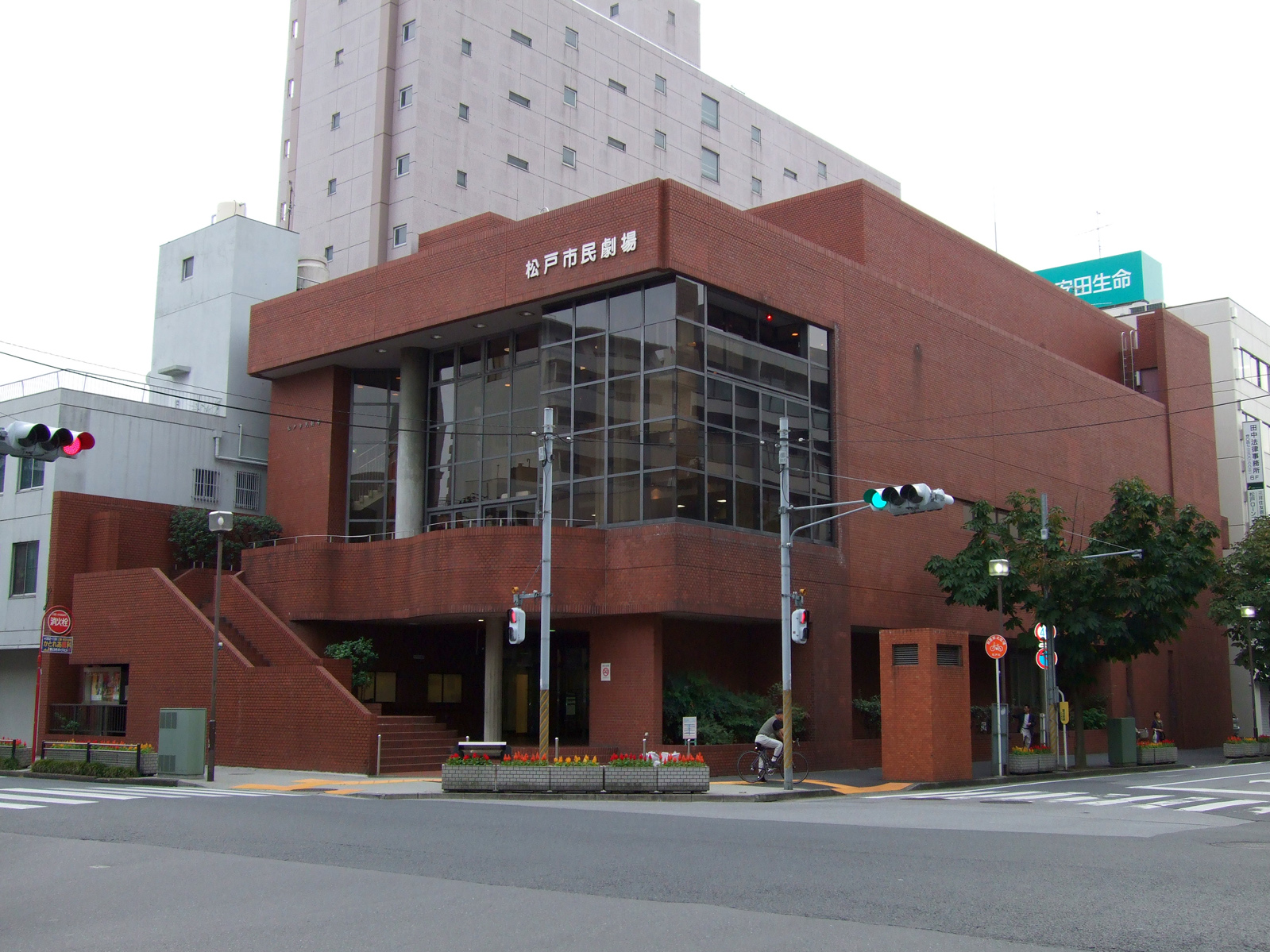
市民劇場
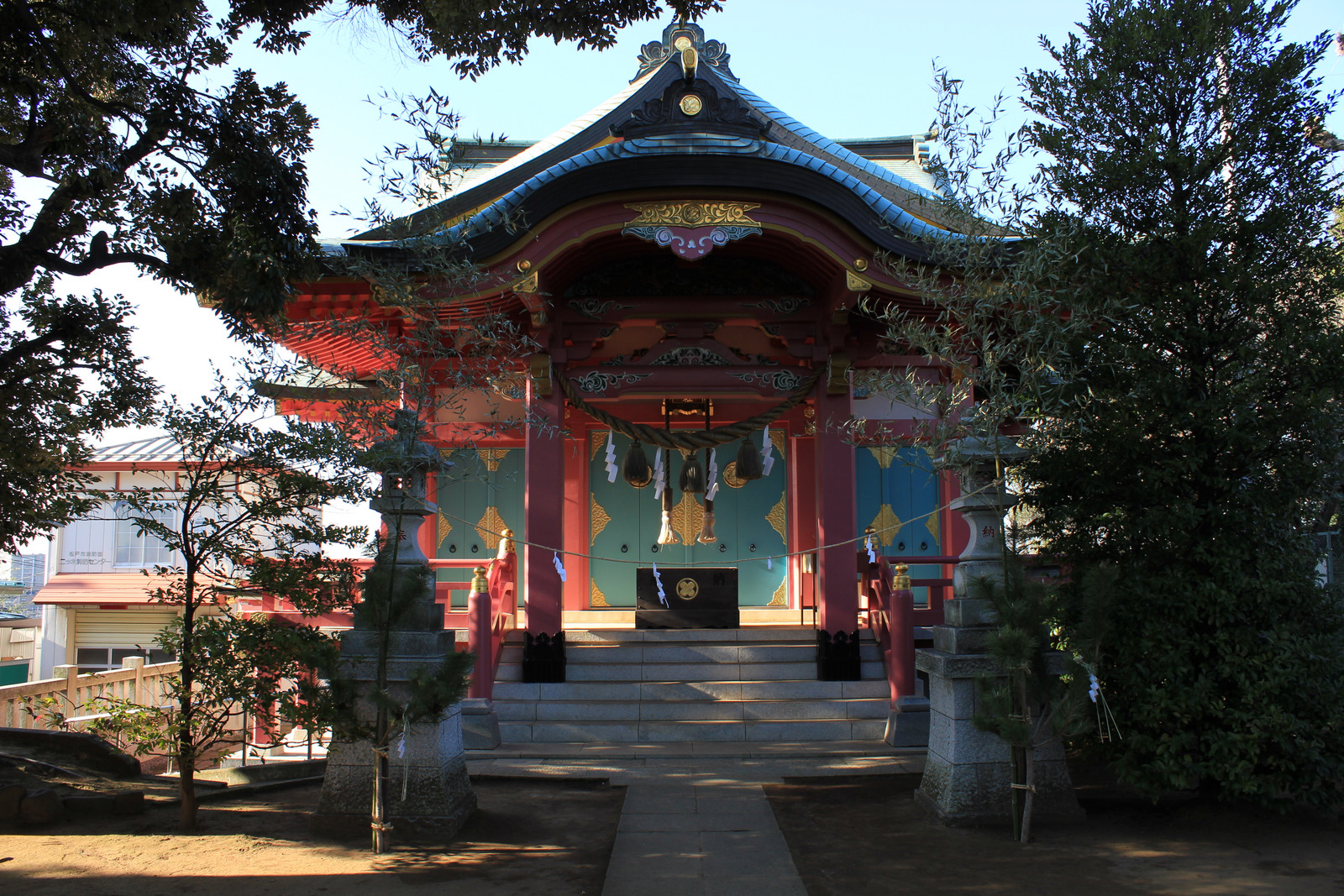
蘇羽鷹神社
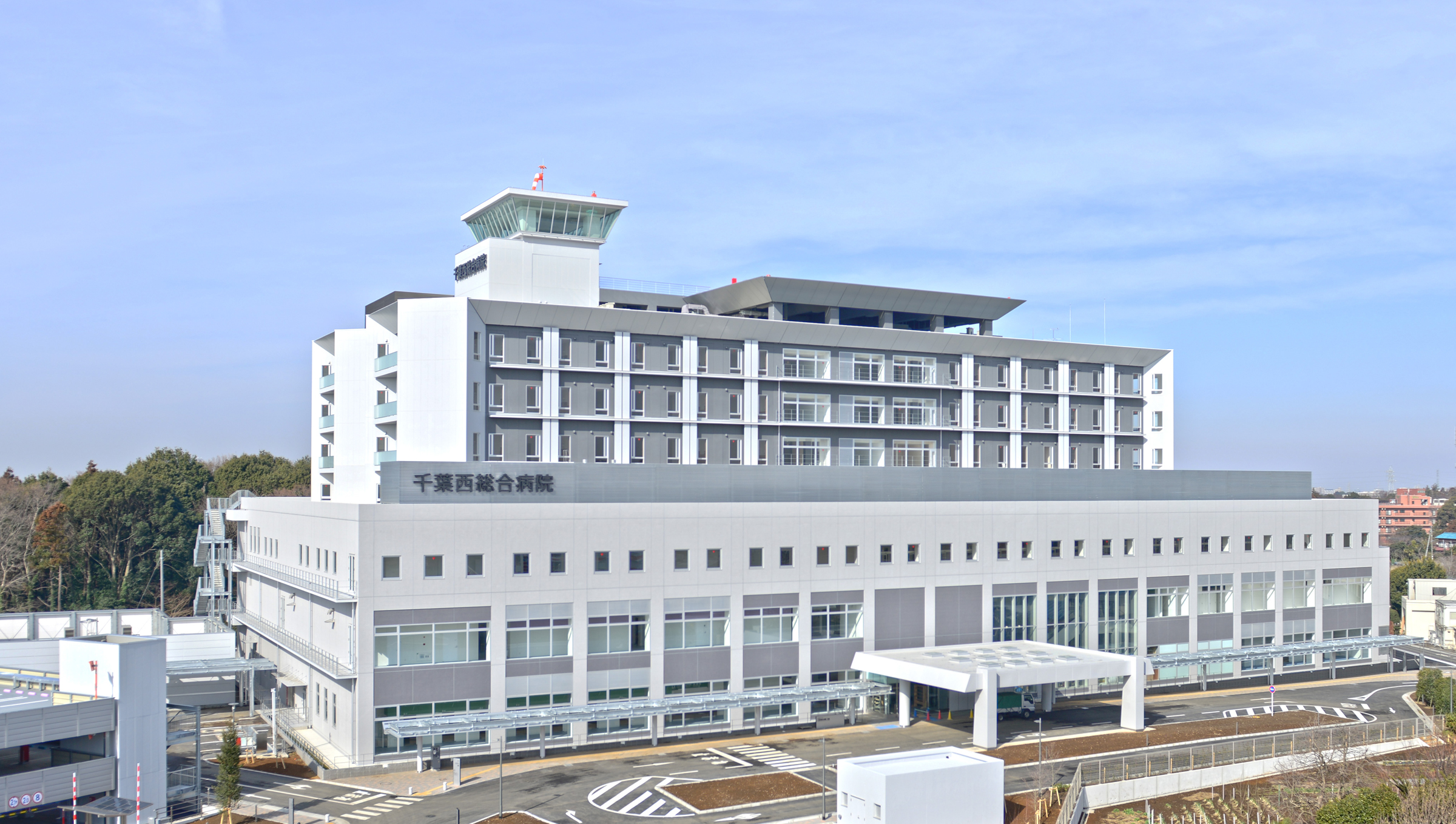
千葉西綜合醫院

| 松戶市人口分布圖 |                                               |  |
| 松戶市與日本全國年齡別人口分布比較圖 （2005年資料） | 松戶市的年齡、男女別人口分布圖 （2005年資料） |  |
| ■紫色是松戶市 ■綠色是全国 | ■藍色是男性 ■紅色是女性                       |  |
| 松戶市人口變化 \| 1970年 \| 253,591人 \| \| \| 1975年 \| 344,558人 \| \| \| 1980年 \| 400,863人 \| \| \| 1985年 \| 427,473人 \| \| \| 1990年 \| 456,210人 \| \| \| 1995年 \| 461,503人 \| \| \| 2000年 \| 464,841人 \| \| \| 2005年 \| 472,579人 \| \| \| 2010年 \| 484,457人 \| \| \| 2015年 \| 483,480人 \| \| \| 2020年 \| 498,232人 \| \| |                                               |  |
| 資料來源：日本總務省統計中心提供之人口普查數據 |                                               |  |
| 1970年 | 253,591人                                     |  |
| 1975年 | 344,558人                                     |  |
| 1980年 | 400,863人                                     |  |
| 1985年 | 427,473人                                     |  |
| 1990年 | 456,210人                                     |  |
| 1995年 | 461,503人                                     |  |
| 2000年 | 464,841人                                     |  |
| 2005年 | 472,579人                                     |  |
| 2010年 | 484,457人                                     |  |
| 2015年 | 483,480人                                     |  |
| 2020年 | 498,232人                                     |  |

- 市中心
- 鐵路博物館
- 市民劇場
- 蘇羽鷹神社
- 千葉西綜合醫院

## 行政

### 历代市长
+印为在职中去世
- 初代 　 门六郎（1943年－1946年）
- 2代　　 川井卯之助（1946年－1947年）
- 3代　　 恩田明（1947年－1951年）
- 4代　　 坂巻林之助（1951年－1953年）
- 5-8代　 石桥与市（1953年－1969年）
- 9-10代　松本清（1969年－1973年+）
- 11-16代 宮间满寿雄（1973年－1994年+）
- 17-19代 川井敏久（1994年－）在职中

### 國家機關
- 裁判所
  - 地方裁判所、家庭裁判所及簡易裁判所合同廳舍
    - 千葉地方裁判所（日语：千葉地方裁判所）松戶支部
    - 千葉家庭裁判所（日语：千葉家庭裁判所）松戶支部
    - 松戶簡易裁判所（日语：松戸簡易裁判所）
- 法務省
  - 千葉地方檢察廳（日语：千葉地方検察庁）松戶支部
  - 松戶區檢察廳（日语：松戸区検察庁）
  - 千葉地方法務局（日语：東京法務局）松戶支局
  - 松戶拘置支所（日语：松戸拘置支所）
- 財務省
  - 國稅廳東京國稅局松戶稅務署（日语：税務署）
- 厚生勞動省
  - 千葉勞動局（日语：千葉労働局）松戶公共職業安定所（日语：公共職業安定所）（ハローワーク松戶）
- 國土交通省
  - 關東地方整備局首都國道事務所

### 廣域行政
本市與野田市、柏市、流山市、我孫子市、鎌谷市等6市組成的東葛廣域行政連絡協議會在2006年（平成18年）5月成立政令指定都市問題研究會，進行政令指定都市制度的研究等。
2007年（平成19年）4月27日，市川市、船橋市、本市、鎌谷市為了未來可能的合併與升格政令指定都市而成立東葛飾･葛南地域4市政令指定都市研究會。
2008年（平成20年）7月5日，松戶市、柏市為了具體驗證升格政令指定都市的效果與影響，成立松戶市、柏市政令指定都市研究會。

## 議會
| 黨派                                 | 席次 | 代表者     |
| 市民俱樂部（市民クラブ）             | 10   | 中川英孝   |
| 公明黨                               | 10   | 山澤誠     |
| 松政俱樂部（松政クラブ）             | 9    | 大川一利   |
| 日本共產黨                           | 5    | 伊藤余一郎 |
| 松戶民主（まつど民主）               | 4    | 長谷川滿   |
| 社民黨新社俱樂部（社民党新社クラブ） | 4    | 二階堂剛   |
| 無所屬                               | 5    |            |

## 警察
- 松戶警察署（日语：松戸警察署）
- 松戶東警察署（日语：松戸東警察署）

## 消防
- 松戶市消防局（日语：松戸市消防局）

## 經濟

### 第一產業
- 和梨（二十世紀梨發源地）
- 蔥（矢切蔥（日语：矢切ねぎ））

#### 農協
- 東葛中央農業協同組合（日语：とうかつ中央農業協同組合）
- 松戶市農業協同組合（日语：松戸市農業協同組合）
- 千葉小金農業協同組合（日语：千葉小金農業協同組合）

### 第二產業

#### （北松戶工業團地）
- 麵包（山崎麵包）
- 酒類（寶酒造（日语：宝ホールディングス）、合同酒精（日语：オエノンホールディングス））

#### （稔台工業團地）
- 寶特瓶（吉野工業所）
- 粉末冶金製品（日立化成）
- 昇降用製品（Tokan（日语：トーカン (製造)）、本社）
- 戶田建設（日语：戶田建設）

#### （松飛台工業團地）
- 馬達（萬寶至（日语：マブチモーター）、本社）

#### （其他）
- 時鐘、電子詞典等（精工儀器（日语：セイコーインスツル））
- 白玉粉（川光物產（日语：川光物産）、本社）
- 包（KAWANO JAPAN（日语：カワノジャパン）/KAWANO BAG（日语：カワノバッグ））

### 第三產業
- 藥妝店（松本清、本社）
- 百貨店（伊勢丹松戶店、atre松戶）
- 量販店（伊藤洋華堂、大榮（日语：ダイエー）、西友、永旺（日语：イオン (店舗ブランド)）、THE PRICE（日语：ザ・プライス））
- 零售超市、便利商店（Hallo Mart（日语：ハローマート）、Cosmos Japan（日语：コスモスジャパン））
- 服務業（柏青哥店、風俗店（角海老集團（日语：角海老グループ））等）
- 不動產管理、營運（松戶公產（日语：松戸公産）、新京成地產（日语：新京成エステート）等）
- GO-NET（日语：GO-NET）
- 有線電視（JCN Koala葛飾（日语：JCNコアラ葛飾））
- 寵物（東葛寵物、本社）

### 為本社所在地的主要企業
- 萬寶至（日语：マブチモーター）
- 松本清控股（日语：マツモトキヨシホールディングス）
- 東葛控股（東葛ホールディングス）
- Senoh（日语：セノー）
- Iwabuchi（イワブチ）
- 精工技研（日语：精工技研）
- 萬星食品（日语：万星食品）
- Tokan（日语：トーカン (製造)）
- Precision System Science（日语：プレシジョン・システム・サイエンス）
- MAX FACTORY
- SP產業（日语：エスピー産業）
- 都機工（日语：都機工）
- Ruxy（日语：ラクシー）
- 理想社（日语：理想社）
- 兼松農業科技（日语：兼松アグリテック）
- 小松宣傳（日语：小松プロモーション）
- 新京成Frontier企劃（日语：新京成フロンティア企画）
- 中村産業（日语：中村産業 (松戸市)）
- 松戶新京成巴士（日语：松戸新京成バス）

## 姊妹都市、提攜都市
- 白馬市（澳洲維多利亞省）＜姊妹都市＞

- 倉吉市（鳥取縣）＜提攜都市＞

## 地域

### 本町、松戶
当市的中心地區。松戶站西口周邊、舊水戶街道沿線是發展悠久的商業區。此地也是市役所廳舍與松戶警察署所在地。1970年代進行的區劃整理事業形成現在的街貌。

### 紙敷、東松戶
東松戶站周邊正開發為商業區、住宅區。詳細請參照紙敷、東松戶站。

### 北松戶、上本鄉
新坂川旁有北松戶工業團地，聚集許多大型企業的製造工廠。北松戶站附近有松戶競輪場。遠離車站的古崎、上本鄉地區為住宅區。請參照北松戶站、上本鄉站、松戶新田站。

### 小金
北小金站南口至國道6號之間。站前是以永旺北小金為中心的商業區，其他為住宅區。

### 小金原
此地有僅次於常盤平團地的第二大巨型團地小金原團地。距離北小金站較遠。小金原7丁目、栗澤、根木內有小金的飛地。附近下總台地起伏較大，住宅區與農田、梨園混雜。

### 新松戶
原來的地名為「幸谷」。國鐵車站開設時，候選站名有北馬橋與南小金，後來在居民的妥協下定名為新松戶。地名的「新松戶」主要是指新松戶站西側，也可涵蓋到北小金站北口周邊〜流山市市境，與馬橋站西口北側部分地區。現在此地是以大規模集合住宅為中心的住宅區，站前商業設施林立。詳細請參照新松戶站。

### 千駄堀
多山林、農田、梨園，是松戶市內保留較多自然景觀的地區。本地區的東半部是21世紀之森與廣場，假日有許多親子來此玩樂。

### 常盤平
大規模UR出租住宅常盤平團地附近的地區。團地周邊為寧靜的住宅區，常盤平櫻花通被選為日本道路100選。常盤平站、五香站前為商業區。詳細請參照常盤平。

### 馬橋
馬橋站周邊為商業區，其他為住宅區。附近的八崎、二木、三月（みこぜ）地區多為住宅、農田、山林、梨園。請參照馬橋站。

### 稔台
稔台站周邊為商業區（稔台站所在地為松戶新田）。西南部有稔台工業團地。附近是以獨棟與低層公寓為中心的住宅區。

### 矢切
多為住宅區與農地，是鄰接東京都較為蔥鬱的地區。以名產蔥、「矢切之渡」等觀光景點聞名。詳細請參照矢切、矢切站。

### 八柱
新八柱站與八柱站為中心的區域。松戶市內的乘客數僅次於松戶站。車站周邊商業設施林立，人潮眾多，但較遠處仍保留了寧靜的生活環境。附近是獨棟與集合住宅混雜的郊外住宅區，人口持續增加。站名來自舊八柱村（現在東松戶站周邊）。現在，松戶市內沒有稱為八柱的地名，但八柱站、新八柱站周邊有許多冠有「八柱」、「新八柱」的設施。南部有東京都立八柱靈園，彼岸等節日時車站周邊十分擁擠。

## 體育
松戶市七草馬拉松大會在每年新年於松戶運動公園舉行。

### 棒球
以本市為主場的日本棒球聯盟球隊：
- 松戶B.C TYR（日语：松戸B.C TYR）
- 千葉熱血MAKING（日语：千葉熱血MAKING）

### 相撲
以本市為主場的日本相撲協會相撲部屋
- 鳴戶部屋（日语：鳴戸部屋）
- 佐渡嶽部屋

### 足球
J聯盟
- 柏太陽神（主場在鄰接的柏市，東葛（日语：東葛地域）、印旛地域（日语：印旛郡市）的我孫子、印西、鎌谷、白井、流山、野田、松戶等8市均為活動區域）

## 教育

### 學校教育
市內的公立學校教師高齡化嚴重，根據《週刊朝日》（2004年9月10日號）的調査，平均年齡為「全國倒數第二」。松戶市因採取無性別的幼兒保育方針，成為國會與市議會的討論議題。
2004年起，公立小中學校引進學校選擇制，「（市內）編號中學校」（學校名以數字命名的傳統中學校）的入學人數逐漸增加。
包含松戶市在內的東葛地域（舊東葛飾郡北部）以威權體制教育聞名。
公立中學校要求上學時需穿著運動服。社團活動十分活躍，許多學校會在早晨與假日進行社團活動。
部分公立學校沒有正規的PTA組織，因此對保護者的決策制定與學校合併的交涉談判等造成影響。

### 市內學校

#### 小學校
- 市立小學校（44所）

| - 旭町小學校 - 大橋小學校 - 柿之木台小學校 - 貝之花小學校 - 金作小學校 - 上本鄉小學校 - 上本鄉第二小學校 - 河原塚小學校 - 栗澤小學校 - 幸谷小學校 - 古崎小學校 - 小金小學校 - 小金北小學校 - 相模台小學校 - 寒風台小學校 - 新松戶西小學校 - 新松戶南小學校 - 中部小學校 - 東部小學校 - 殿平賀小學校 - 高木小學校 - 高木第二小學校 | - 常盤平第一小學校 - 常盤平第二小學校 - 常盤平第三小學校 - 南部小學校 - 根木內小學校 - 八崎小學校 - 八崎第二小學校 - 北部小學校 - 牧野原小學校 - 松丘小學校 - 松飛台小學校 - 松飛台第二小學校 - 馬橋小學校 - 馬橋北小學校 - 稔台小學校 - 六實小學校 - 六實第二小學校 - 六實第三小學校 - 矢切小學校 - 橫須賀小學校 - 梨香台小學校 - 和名谷小學校 |

※梨香台、寒風台兩所小學校是日本最早擁有5樓建築的小學校。
※長野縣小縣郡長和町有市立林間學校（松戶市立林間學園白樺高原莊）。
※1970年，千葉縣下第一所市立林間學園於輕井澤開校，川井敏久就任市長後閉校。
※根木內東、新松戶北、古崎南3校在2005年3月31日閉校。
- 私立小學校（1所）
  - 聖德大學附屬小學校（日语：聖徳大学附属小学校）

#### 中學校
- 市立中學校（20所）

| - 第一中學校 - 第二中學校 - 第三中學校 - 第四中學校 - 第五中學校 - 第六中學校 - 旭町中學校 - 金作中學校 - 河原塚中學校 - 栗澤中學校 | - 古崎中學校 - 小金中學校 - 小金北中學校 - 小金南中學校 - 新松戶南中學校 - 常盤平中學校 - 根木內中學校 - 牧野原中學校 - 六實中學校 - 和名谷中學校 |

- 私立中學校（2所）
  - 聖德大學附屬女子中學校（日语：聖徳大学附属女子中学校・高等学校）
  - 專修大學松戶中學校（日语：専修大学松戸中学校）

#### 高等學校
- 公立
  - 千葉縣立小金高等學校（日语：千葉県立小金高等学校）
  - 千葉縣立松戶高等學校（日语：千葉県立松戸高等学校）
  - 千葉縣立松戶南高等學校（日语：千葉県立松戸南高等学校）
  - 千葉縣立松戶國際高等學校（日语：千葉県立松戸国際高等学校）
  - 千葉縣立松戶馬橋高等學校（日语：千葉県立松戸馬橋高等学校）
  - 千葉縣立松戶六實高等學校（日语：千葉県立松戸六実高等学校）
  - 千葉縣立松戶向陽高等學校（日语：千葉県立松戸向陽高等学校）
  - 松戶市立松戶高等學校（日语：松戸市立松戸高等学校）

- 私立

- - 聖德大學附屬女子高等學校（日语：聖徳大学附属女子中学校・高等学校）
  - 專修大學松戶高等學校（日语：専修大学松戸高等学校）

#### 短期大學
- 聖德大學短期大學部

#### 大學

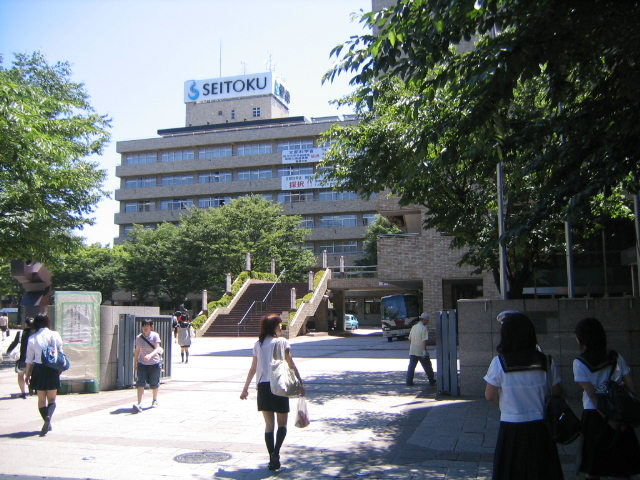
聖徳大学

- 國立
  - 千葉大學（園藝學部）
- 私立

- - 聖德大學
  - 日本大學（松戶齒學部）
  - 流通經濟大學（新松戶校區）

#### 其他學校
- 千葉縣立筑紫（つくし）特別支援學校
- 千葉縣立松戶特別支援学校（日语：千葉県立松戸特別支援学校）
- 北原學院齒科衛生專門學校
- 日本大學松戶齒學部附屬齒科衛生專門學校
- 國保松戶市立醫院（日语：国保松戸市立病院）附屬看護專門學校
- 松山學園松山福祉專門學校

## 交通

### 鐵路
東日本旅客鐵道（JR東日本）
- 常磐緩行線：松戶站 - 北松戶站 - 馬橋站 - 新松戶站 - 北小金站
- 常磐快速線：松戶站
- 武藏野線：新松戶站 - 新八柱站 - 東松戶站

新京成電鐵
- 新京成線：松戶站 - 上本鄉站 - 松戶新田站 - 稔台站 - 八柱站 - 常盤平站 - 五香站 - 元山站

北總鐵道
- 北總線：矢切站 - 秋山站 - 東松戶站 - 松飛台站

京成電鐵
- 成田機場線：東松戶站

東武鐵道
- 野田線：六實站

流鐵
- 流山線：馬橋站 - 幸谷站 - 小金城趾站

常磐緩行線因直通千代田線，地方居民與不動產業者也將之稱為「（JR）千代田線」。另外，目前有半藏門線延伸松戶站的計劃。

### 路線巴士
- 松戶新京成巴士（日语：松戸新京成バス）
  - 松戶站
  - 北松戶站
  - 馬橋站
  - 新松戶站
  - 北小金站
  - 八柱站
  - 常盤平站
  - 五香站
  - 東松戶站
  - 松飛台站
  - 秋山站
- 京成巴士
  - 松戶營業所（日语：京成バス松戸営業所）
    - 松戶站
    - 馬橋站

  - 市川營業所（日语：京成バス市川営業所）
    - 東松戶站
- 千葉彩虹巴士（日语：ちばレインボーバス）
  - 五香站
- 東武巴士中央三鄉營業所（日语：東武バスセントラル三郷営業所）
  - 松戶站
- 東武巴士東沼南營業所（日语：東武バスイースト沼南営業所）
  - 北小金站

### 道路
- 高速道路
  - （計畫中）東京外環自動車道：松戶IC
- 一般國道
  - 國道6號（水戶街道）
  - 國道298號（日语：国道298号）（東京外郭環状道路。一部開通）
  - 國道464號（日语：国道464号）
  - （計畫中）北千葉道路（日语：北千葉道路）
- 都道府縣道
  - 主要地方道
    - 千葉縣道1號市川松戶線（日语：千葉県道1号市川松戸線）（松戶街道）
    - 千葉縣道5號松戶野田線（日语：千葉県道5号松戸野田線）（流山街道）
    - 千葉縣道9號船橋松戶線（日语：千葉県道9号船橋松戸線）
    - 千葉縣道38號松戶停車場線（日语：千葉県道38号松戸停車場線）
    - 千葉縣道51號市川柏線（日语：千葉県道51号市川柏線）
    - 千葉縣道54號松戶草加線（日语：千葉県道54号松戸草加線）
    - 千葉縣道57號千葉鎌谷松戶線（日语：千葉県道57号千葉鎌ケ谷松戸線）（實籾街道）

  - 一般縣道
    - 千葉縣道180號松戶原木線（日语：千葉県道180号松戸原木線）（市川松戶道路（日语：市川松戸道路））
    - 千葉縣道199號馬橋停車場線（日语：千葉県道199号馬橋停車場線）
    - 千葉縣道200號六實停車場線（日语：千葉県道200号六実停車場線）
    - 千葉縣道261號松戶柏線（日语：千葉県道261号松戸柏線）（舊水戶街道）
    - 千葉縣道264號高塚新田市川線（日语：千葉県道264号高塚新田市川線）
    - 千葉縣道280號白井流山線（日语：千葉県道280号白井流山線）
    - 千葉縣道281號松戶鎌谷線（日语：千葉県道281号松戸鎌ヶ谷線）
    - 千葉縣道295號松戶三鄉線（日语：千葉県道295号松戸三郷線）（松戶三鄉收費道路（日语：松戸三郷有料道路））
    - 千葉縣道401號松戶野田自行車道線（千葉県道401号松戸野田自転車道線）

## 醫院
- 國保松戶市立醫院（日语：国保松戸市立病院）
- 大伸會（日语：大伸会）
- 新八柱台醫院（日语：新八柱台病院）
- 千葉西總合醫院（日语：千葉西総合病院）
- 日本大學松戶齒學部附屬醫院（日语：日本大学松戸歯学部付属病院）
- 松戶市立福祉醫療中心東松戶醫院（日语：松戸市立福祉医療センター東松戸病院）

## 圖書館
- 松戶市立中央圖書館
- 千葉縣立西部圖書館（日语：千葉県立西部図書館）

## 景點、古蹟、觀光地、其他

### 景點、古蹟
- 小金城（日语：小金城址）－戰國時代高城氏（日语：高城胤吉）居城。
- 根木內城址（日语：根木内城）－高城氏移居小金城前的居城。
- 戶定邸（日语：戸定邸）－德川慶喜親弟德川昭武的屋敷。國家重要文化財。
- 松戶宿（日语：松戸宿）－水戶街道從江戶出發的第三個宿場町。幕末新選組在此滯留。
  - 松戶探檢隊秘密堂（松戸探検隊ひみつ堂）（舊原田米店）
- 小金宿（日语：小金宿）－水戶街道從江戶出發的第四個宿場町。現有旅籠玉屋。
- 松戶神社（日语：松戸神社）－與水戶光圀有關的神社。太空人山崎直子曾在此祈求平安。
- 風早神社（日语：風早神社）－三匹獅子舞為松戶市無形文化財。
- 寶光院、善照寺－「千葉周作修行之地」、創立北辰一刀流的千葉周作於此地淺利義信（日语：浅利義信）的淺利道場修行
- 納屋川岸跡－江戶川船商及名主青木源內家屋敷的黑板塀（築地塀）。
- 東漸寺（日语：東漸寺 (松戸市)）－關東十八檀林之一。以枝垂櫻聞名。
- 本土寺（日语：本土寺）－著名的紫陽花寺。
- 萬滿寺（日语：万満寺）－重要文化財的金剛力士像。
- 馬橋神社佛閣、史蹟（日语：馬橋 (松戸市)#神社仏閣・史跡）
- 安房須神社
- 齊藤家竹林
- 一月寺（日语：一月寺）
- 矢切之渡（日语：矢切#矢切の渡し）－環境省日本音風景百選。
- 矢切神社（日语：矢切神社）
- 柳原水閘（日语：柳原水閘）－近代化產業遺產（日语：近代化産業遺産）、土木學會選獎土木遺產。
- 栗山配水塔（日语：栗山配水塔）－土木學會選獎土木遺產。
- 矢喰村庚申塚
- 野菊之藏
- 野菊之墓文學碑（日语：野菊の墓文学碑）
- 野菊苑
- 二十世紀梨發源地
- 河原塚古墳（日语：河原塚古墳）
- 常盤平櫻花通（日语：常盤平さくら通り）－日本道路100選（日语：日本の道100選）。

### 節慶
- 松戶宿坂川獻燈祭
- 松戶宿坂川河津櫻祭
- 小金宿祭
- 東部地區、東松戶祭
- 宇宙祭（コスモスまつり）
- 松戶花火大會

### 公園
- 21世紀之森與廣場（日语：21世紀の森と広場）
- 松戶中央公園－陸軍工兵學校（日语：陸軍工兵学校）正門。
- 松戶運動公園（日语：松戸運動公園）
- 大谷口歷史公園
- 根木內歷史公園－根木內城（日语：根木内城）跡與上富士川（日语：坂川）濕地。
- 東松戶結之花公園（日语：東松戸ゆいの花公園）
- 尤加利交通公園（日语：ユーカリ交通公園）
- 八柱靈園（日语：東京都立八柱霊園）－西條八十、柔道創始者嘉納治五郎之墓。

### 林地
松戶市受保護的保全樹林地區與特別保全樹林地區總面積約有20公頃。
其中，栗山、矢切的斜面林、千葉大學園藝學部（松戶校區）的林地約5公頃，其他還有風早神社林地、関さんの森、淺間神社極相林、幸谷觀音林地等。另外有移部分是受國家法律指定的特別綠地保全地區。

### 設施
- 森之會館21（日语：森のホール21）
- 松戶市立博物館（日语：松戸市立博物館）－重現常盤平團地（日语：常盤平団地）房間。
- 松戶市民劇場（日语：松戸市民劇場）－「音響家選出的優良會館100選（日语：音響家が選ぶ優良ホール100選）」。
- 松戶市民會館（日语：松戸市民会館）－附設星象儀。
- 松戶市健康福祉會館（日语：松戸市健康福祉会館）
- 松戶競輪場（日语：松戸競輪場）
- 松戶市文化會館鄉土資料展示室
- 松戶市綜合批發市場（日语：松戸市綜合卸売市場）

### 住宅團地
- 小金原團地（日语：小金原団地）
- 牧之原團地
- 野菊野團地
- 常盤平站前團地
- 常盤平團地（日语：常盤平団地）－日本最早的大規模公團住宅（日语：公団住宅）團地。
- 綠色生活松戶團地（グリーンライフ松戸団地）
- 二十世紀丘團地
- 泉丘團地（日语：泉ヶ丘団地）
- 新松戶集合住宅區（日语：新松戸#集合住宅街）
- 松戶沼南椎之木台（松戸沼南しいの木台）

### 商業設施
- Owl五香（日语：オウル五香）
- 大榮新松戶店（日语：ダイエー新松戸店）
- 伊勢丹松戶店
- atre（アトレ）松戶
- 大榮松戶西口店（日语：ダイエー松戸西口店）
- PLARE（プラーレ）松戶
- 伊藤洋華堂松戶店
- 小金原#商業設施（日语：小金原#商業施設）
- Skip（スキップ）北小金
- Picotee（ピコティ）北小金

### 其他
- 新京成鐵道模型館（日语：新京成鉄道模型館）
- 江戶川松戶花之線
- 千駄堀#史蹟（日语：千駄堀#史跡）、千駄堀湧水廣場
- 小山樋門橋(通稱磚橋、眼鏡橋)
- 元祿松戶村（千駄堀民藝資料館與民藝南瓜展之村）
- 草地跑（日语：ドッグラン）松戶
- 植木藝術博物館（ウエキ・アート・ミュージアム）
- 昭和浪漫館（淺野工務店內）
- 昭和之杜博物館
- 關東地方整備局（日语：関東地方整備局）建設技術展示館

## 出身人物
- 山崎直子（太空人）
- 伊坂幸太郎（小說家）
- 小保方晴子（化學研究者）、理化学研究所研究員、工學博士
- 秋元才加 （前AKB48成員）
- 阿部貞夫（演員）
- 神谷浩史（聲優）
- 高橋美佳子（聲優）
- 松本保典（聲優）
- 山崎努（演員）
- 和田豐（阪神虎前選手、現任監督）
- 涌井秀章（職棒選手。千葉羅德海洋投手）
- 遠藤昌浩（前足球選手、現解說者）